# Doleromyrma
Doleromyrma es un género de hormiga, familia Formicidae. Son originarias de Australia, e introducidas en Nueva Zelanda.

## Especies
Se reconocen las siguientes:
- Doleromyrma darwiniana (Forel, 1907)
- Doleromyrma rottnestensis (Wheeler, 1934)